# Classe Niki
La classe Niki fu una classe di cacciatorpediniere della marina militare greca, composta da quattro unità entrate in servizio tra il 1906 e il 1907; attive durante la prima guerra balcanica, le unità della classe presero parte anche alla prima guerra mondiale (durante la quale una andò perduta in azione), la guerra greco-turca del 1919-1922 e la seconda guerra mondiale, venendo infine ritirate dal servizio nel 1945.

## Unità
Tutte le unità furono realizzate nei cantieri della AG Vulcan di Stettino, nell'allora Impero tedesco, tranne che per quanto riguarda l'armamento (due cannoni da 76 mm, quattro cannoni da 57 mm e due tubi lanciasiluri da 457 mm) che invece proveniva dalla Francia.
| Nome  | Impostazione | Varo           | Entrata in servizio | Destino finale                                                                      |
| ----- | ------------ | -------------- | ------------------- | ----------------------------------------------------------------------------------- |
| Niki  | 1905         | 30 maggio 1906 | 1906                | radiato per obsolescenza nel 1945 e avviato alla demolizione                        |
| Aspis | 1905         | 3 aprile 1907  | 1907                | radiato per obsolescenza nel 1945 e avviato alla demolizione                        |
| Doxa  | 1905         | 18 luglio 1906 | 1906                | affondato il 27 giugno 1917 dal sommergibile tedesco UB 47 nello stretto di Messina |
| Velos | 1906         | 8 maggio 1907  | 1907                | radiato dal servizio attivo nel 1926 e venduto per la demolizione                   |